# Allactodipus bobrinskii
El jerbo de Bobrinski (Allactodipus bobrinskii) es una especie de roedor de la familia Dipodidae. Es la única especie del género Allactodipus.

## Distribución geográfica
Se encuentran en Turkmenistán y Uzbekistán.